# Маурер Едуард Сергійович
Едуард Сергійович Маурер (рос. Эдуард Сергеевич Маурер; 25 листопада 1990, Імені Мамонтова, РРФСР — 5 травня 2024, Україна) — російський офіцер, молодший лейтенант ЗС РФ (2022). Герой Російської Федерації.

## Біографія
В 2007 році закінчив Арбузовську середню загальноосвітню школу і вступив в Новосибірське військове командне училище, проте через сімейні обставини не закінчив його. В 2013 році підписав контракт з ЗС РФ і був призначений заступником командира групи спецпризначення 24-ї окремої бригади спецпризначення в Новосибірську. Учасник інтервенції в Сирію. З 2020 року — заступник командира, з 2022 року — командир групи спецпризначення 60-ї окремої роти спецпризначення 41-ї загальновійськової армії в Алейську. В 2020/24 роках заочно навчався в Московському фінансово-промисловому університеті за напрямкому «юриспруденція» з кримінально-правовим профілем.
З 24 лютого 2022 року брав участь у вторгненні в Україну. Був двічі поранений, в тому числі важко. Загинув у бою. Похований в Бердську.

## Нагороди
- Орден Мужності — нагороджений двічі.
- Медаль Суворова
- Медаль «За бойові заслуги» — нагороджений двічі.
- Медаль «За військову доблесть» 2-го ступеня
- Медаль «За внесок у розвиток Армійських міжнародних ігор»
- Медаль «Учаснику спеціальної військової операції»
- Медаль «Учаснику військової операції в Сирії»
- Медаль «За участь у військовому параді в День Перемоги»
- Знак поранення
- Подяка Президента РФ (2019)
- Звання «Герой Російської Федерації» (2024, посмертно)